# Carlos Ceacero
Carlos Ceacero es un director y guionista licenciado en la ECAM  de Madrid, estudió comunicación audiovisual en la Universidad Complutense de Madrid y en la Universidad de París 8 . Trabajó como actor de series de televisión en España, luego como docente de guion y dirección en Uruguay.  Ceacero fue seleccionado durante dos años consecutivos en la sección artística de la institución Casa de Velázquez de Madrid, donde fue galardonado con el Premio George Wildenstein de la Academia de Bellas Artes (77ª promoción). En 2008 participó en el Berlinale Talent Campus. 
Carlos Ceacero ha escrito, producido y dirigido varios cortometrajes: En el fondo (2001) ; Cerrojos (2004), El hoyo (2006), Retrato de mujer blanca con navaja (2008), Todos los trenes van a París (2010), y el documental Una inmensa prisión (2005).
Actualmente vive en Francia.

## Filmografía

### Director

#### Cortometraje
- En el fondo (2001)

- Cerrojos (2004)

- El hoyo (2006)

- Retrato de mujer blanca con navaja (2008) [3]

- Todos los trenes van a París (2010)

#### Documentales
Una prisión inmensa (2005)